# Olympische Winterspiele 2002/Teilnehmer (Japan)
| Gelbes Symbol für Goldmedaillen mit stilisierten Olympischen Ringen | Graues Symbol für Silbermedaillen mit stilisierten Olympischen Ringen | Braundes Symbol für Bronzemedaillen mit stilisierten Olympischen Ringen |
| ------------------------------------------------------------------- | --------------------------------------------------------------------- | ----------------------------------------------------------------------- |
| —                                                                   | 1                                                                     | 1                                                                       |

Japan nahm an den Olympischen Winterspielen 2002 im US-amerikanischen Salt Lake City mit einer Delegation von 103 Athleten in 14 Disziplinen teil, davon 59 Männer und 44 Frauen.
Wie schon in den Spielen zuvor stellte Japan von allen asiatischen Teilnehmerländern die größte Delegation. Mit einer Silber- und einer Bronzemedaille platzierte sich das Land auf dem 21. Platz im Medaillenspiegel. Hiroyasu Shimizu gewann im Eisschnelllauf über 2 × 500 m der Männer die Silbermedaille, Bronze gewann Tae Satoya auf der Buckelpiste im Freestyle-Skiing der Frauen. Satoya, die 1998 in dieser Disziplin Olympiasiegerin geworden war, war damit die erste Japanerin, die mehr als eine Medaille bei Winterspielen gewann.
Fahnenträgerin bei der Eröffnungsfeier war die Eisschnellläuferin Eriko Sanmiya.

## Teilnehmer nach Sportarten

### Biathlon
Männer
- Hidenori Isa
10 km Sprint: 62. Platz (28:03,6 min)
20 km Einzel: 44. Platz (56:52,8 min)
4 × 7,5 km Staffel: 13. Platz (1:29:04,4 h)

- Hironao Meguro
20 km Einzel: 66. Platz (59:29,2 min)
4 × 7,5 km Staffel: 13. Platz (1:29:04,4 h)

- Yukio Mochizuki
10 km Sprint: 69. Platz (28:28,5 min)
4 × 7,5 km Staffel: 13. Platz (1:29:04,4 h)

- Kyōji Suga
10 km Sprint: 41. Platz (27:21,0 min)
12,5 km Verfolgung: 35. Platz (36:28,8 min)
20 km Einzel: 20. Platz (54:51,9 min)
4 × 7,5 km Staffel: 13. Platz (1:29:04,4 h)

Frauen
- Hiromi Suga
7,5 km Sprint: 30. Platz (23:03,5 min)
10 km Verfolgung: 24. Platz (34:18,8 min)
15 km Einzel: 42. Platz (53:10,6 min)
4 × 7,5 km Staffel: 14. Platz (1:35:09,8 h)

- Mami Shindō
7,5 km Sprint: 45. Platz (23:36,8 min)
10 km Verfolgung: 41. Platz (36:28,6 min)
15 km Einzel: 64. Platz (59:38,6 min)
4 × 7,5 km Staffel: 14. Platz (1:35:09,8 h)

- Ryōko Takahashi
7,5 km Sprint: 28. Platz (22:58,3 min)
10 km Verfolgung: 36. Platz (35:20,6 min)
15 km Einzel: 50. Platz (54:18,0 min)
4 × 7,5 km Staffel: 14. Platz (1:35:09,8 h)

- Tamami Tanaka
7,5 km Sprint: 29. Platz (23:00,0 min)
10 km Verfolgung: 23. Platz (34:07,7 min)
15 km Einzel: 45. Platz (53:40,4 min)
4 × 7,5 km Staffel: 14. Platz (1:35:09,8 h)

### Bob
Männer, Zweier
- Masanori Inoue, Hiroshi Suzuki (JPN-1)
21. Platz (3:13,96 min)

- Shinji Miura, Hiroaki Ohishi (JPN-2)
29. Platz (3:15,09 min)

Männer, Vierer
- Hiroshi Suzuki, Shinji Miura, Shinji Doigawa, Masanori Inoue (JPN-1)
20. Platz (3:11,17 min)

### Curling
Frauen
- Akiko Katō (Skip), Yumie Hayashi, Ayumi Onodera, Kotomi Ishizaki
8. Platz

### Eiskunstlauf
Männer
- Takeshi Honda
4. Platz (5,0)

- Yosuke Takeuchi
22. Platz (32,0)

Frauen
- Yoshie Onda
17. Platz (22,5)

- Fumie Suguri
5. Platz (8,5)

### Eisschnelllauf
Männer
- Kuniomi Haneishi
500 m: 12. Platz (70,11 s)

- Hiroki Hirako
5000 m: 17. Platz (6:30,46 min)

- Manabu Horii
500 m: 14. Platz (70,32 s)
1000 m: 22. Platz (1:09,50 min)

- Yūsuke Imai
1000 m: 15. Platz (1:08,90 min)
1500 m: 34. Platz (1:48,76 min)

- Toshihiko Itokawa
5000 m: 12. Platz (6:27,52 min)
10.000 m: 11. Platz (13:31,96 min)

- Takaharu Nakajima
1500 m: 23. Platz (1:47,64 min)

- Hiroyuki Noake
1000 m: 44. Platz (1:49,18 min)
1500 m: 15. Platz (1:46,38 min)

- Hiroyasu Shimizu
500 m: Silber  (69,26 s)

- Keiji Shirahata
1500 m: 25. Platz (1:47,78 min)
5000 m: 13. Platz (6:28,95 min)
10.000 m: 4. Platz (13:20,40 min)

- Toyoki Takeda
500 m: 8. Platz (69,81 s)
1000 m: 16. Platz (1:08,95 min)

Frauen
- Yayoi Nagaoka
1500 m: 24. Platz (1:59,93 min)

- Nami Nemoto
3000 m: 18. Platz (4:11,92 min)
5000 m: Rennen nicht beendet

- Yuri Obara
1500 m: 29. Platz (2:01,39 min)

- Tomomi Okazaki
500 m: 6. Platz (75,64 s)

- Sayuri Ōsuga
500 m: 12. Platz (76,42 s)
1000 m: 18. Platz (1:16,48 min)

- Eriko Sanmiya
500 m: 11. Platz (76,37 s)
1000 m: 17. Platz (1:16,26 min)

- Eriko Seo
3000 m: 19. Platz (4:12,33 min)

- Maki Tabata
1000 m: disqualifiziert
1500 m: 9. Platz (1:56,35 min)
3000 m: 6. Platz (4:03,63 min)
5000 m: 8. Platz (7:06,32 min)

- Aki Tonoike
1000 m: 7. Platz (1:14,64 min)
1500 m: 14. Platz (1:57,97 min)

- Yukari Watanabe
500 m: 9. Platz (76,20 s)

### Freestyle-Skiing
Männer
- Katsuya Nakamoto
Buckelpiste: 26. Platz (in der Qualifikation ausgeschieden)

- Taku Nakanishi
Springen: 20. Platz (in der Qualifikation ausgeschieden)

- Teppei Noda
Buckelpiste: 30. Platz (in der Qualifikation ausgeschieden)

- Kenrō Shimoyama
Buckelpiste: 20. Platz (in der Qualifikation ausgeschieden)

- Yugo Tsukita
Buckelpiste: 16. Platz (15,81)

Frauen
- Miyuki Hatanaka
Buckelpiste: 20. Platz (in der Qualifikation ausgeschieden)

- Tae Satoya
Buckelpiste: Bronze  (24,85)

- Aiko Uemura
Buckelpiste: 6. Platz (24,66)

### Nordische Kombination
- Norihito Kobayashi
Sprint (Großschanze / 7,5 km): 17. Platz (18:04,6 min)

- Satoshi Mori
Sprint (Großschanze / 7,5 km): 22. Platz (18:25,0 min)
Einzel (Normalschanze / 15 km): 30. Platz (44:40,6 min)
Staffel (Normalschanze / 5 km): 8. Platz (52:26,5 min)

- Kenji Ogiwara
Sprint (Großschanze / 7,5 km): 33. Platz (18:39,1 min)
Einzel (Normalschanze / 15 km): 11. Platz (41:56,6 min)
Staffel (Normalschanze / 5 km): 8. Platz (52:26,5 min)

- Daito Takahashi
Sprint (Großschanze / 7,5 km): 6. Platz (17:37,9 min)
Einzel (Normalschanze / 15 km): 12. Platz (42:01,2 min)
Staffel (Normalschanze / 5 km): 8. Platz (52:26,5 min)

- Gen Tomii
Einzel (Normalschanze / 15 km): 33. Platz (45:15,4 min)
Staffel (Normalschanze / 5 km): 8. Platz (52:26,5 min)

### Rennrodeln
Männer, Einsitzer
- Shigeaki Ushijima
27. Platz (3:02,099 min)

Männer, Doppelsitzer
- Takahisa Oguchi & Kei Takahashi
Rennen nicht beendet

Frauen
- Yumie Kobayashi
25. Platz (2:56,663 min)

### Shorttrack
Männer
- Takehiro Kodera
5000-m-Staffel: 5. Platz (7:19,893 min)

- Takafumi Nishitani
500 m: 8. Platz (im Viertelfinale ausgeschieden)
5000-m-Staffel: 5. Platz (7:19,893 min)

- Yugo Shinohara
5000-m-Staffel: 5. Platz (7:19,893 min)

- Naoya Tamura
1000 m: 7. Platz (1:35,823 min)
1500 m: 29. Platz (im Vorlauf ausgeschieden)
5000-m-Staffel: 5. Platz (7:19,893 min)

- Satoru Terao
500 m: 5. Platz (42,219 s)
1000 m: 12. Platz (im Halbfinale disqualifiziert)
1500 m: 18. Platz (im Halbfinale disqualifiziert)
5000-m-Staffel: 5. Platz (7:19,893 min)

Frauen
- Yuka Kamino
500 m: 25. Platz (im Vorlauf ausgeschieden)
1500 m: 20. Platz (im Vorlauf ausgeschieden)
3000-m-Staffel: 4. Platz (4:21,107 min)

- Atsuko Takata
3000-m-Staffel: 4. Platz (4:21,107 min)

- Chikage Tanaka
500 m: 12. Platz (im Viertelfinale disqualifiziert)
1000 m: 7. Platz (1:35,125 min)
1500 m: 7. Platz (2:31,479 min)
3000-m-Staffel: 4. Platz (4:21,107 min)

- Ikue Teshigawara
1000 m: 17. Platz (im Vorlauf ausgeschieden)
3000-m-Staffel: 4. Platz (4:21,107 min)

- Nobuko Yamada
3000-m-Staffel: 4. Platz (4:21,107 min)

### Ski Alpin
Männer
- Kiminobu Kimura
Riesenslalom: 37. Platz (2:31,86 min)
Slalom: 18. Platz (1:48,43 min)

- Kentarō Minagawa
Slalom: disqualifiziert

- Akira Sasaki
Riesenslalom: 34. Platz (2:30,58 min)
Slalom: Rennen nicht beendet

- Yasuyuki Takishita
Abfahrt: 42. Platz (1:43,75 min)
Super-G: Rennen nicht beendet

Frauen
- Noriyo Hiroi
Riesenslalom: 29. Platz (2:37,97 min)
Slalom: 14. Platz (1:51,98 min)

- Kumiko Kashiwagi
Riesenslalom: 35. Platz (2:39,55 min)
Slalom: 16. Platz (1:52,41 min)

### Skilanglauf
Männer
- Daichi Azegami
1,5 km Sprint: 38. Platz (3:01,47 min)

- Katsuhito Ebisawa
15 km klassisch: 50. Platz (41:54,4 min)
20 km Verfolgung: 49. Platz (55:59,5 min)
30 km Freistil: 42. Platz (1:17:18,2 h)
50 km klassisch: 38. Platz (2:21:05,3 h)
4 × 10 km Staffel: 12. Platz (1:37:50,5 h)

- Mitsuo Horigome
20 km Verfolgung: 33. Platz (53:20,8 min)
30 km Freistil: 48. Platz (1:18:06,3 h)
4 × 10 km Staffel: 12. Platz (1:37:50,5 h)

- Hiroyuki Imai
15 km klassisch: 36. Platz (40:27,1 min)
20 km Verfolgung: 34. Platz (53:15,4 min)
30 km Freistil: 27. Platz (1:14:55,6 h)
50 km klassisch: 6. Platz (2:09:41,3 h)
4 × 10 km Staffel: 12. Platz (1:37:50,5 h)

- Masaaki Kōzu
1,5 km Sprint: 47. Platz (3:05,90 min)
15 km klassisch: 19. Platz (39:28,3 min)
20 km Verfolgung: 24. Platz (52:43,2 min)
30 km Freistil: 30. Platz (1:15:32,4 h)
50 km klassisch: 27. Platz (2:17:51,9 h)
4 × 10 km Staffel: 12. Platz (1:37:50,5 h)

- Hiroshi Kudo
15 km klassisch: 38. Platz (40:29,9 min)
50 km klassisch: 41. Platz (2:23:02,3 h)

Frauen
- Nobuko Fukuda
1,5 km Sprint: 39. Platz (3:28,38 min)
10 km Verfolgung: 50. Platz (nicht für das Freistilrennen qualifiziert)
15 km Freistil: Rennen nicht beendet
4 × 5 km Staffel: 10. Platz (51:35,7 min)

- Midori Furusawa
15 km Freistil: 42. Platz (44:41,8 min)
30 km klassisch: 36. Platz (1:45:50,0 h)

- Kanoko Goto
10 km klassisch: 32. Platz (30:36,6 min)
10 km Verfolgung: 38. Platz (27:53,5 min)
15 km Freistil: 27. Platz (42:50,4 min)
4 × 5 km Staffel: 10. Platz (51:35,7 min)

- Madoka Natsumi
1,5 km Sprint: 12. Platz (3:17,5 min)
10 km klassisch: 47. Platz (31:54,1 min)
10 km Verfolgung: 59. Platz (nicht für das Freistilrennen qualifiziert)
30 km klassisch: 26. Platz (1:41:06,0 h)
4 × 5 km Staffel: 10. Platz (51:35,7 min)

- Tomomi Ōtaka
1,5 km Sprint: 47. Platz (3:34,14 min)
10 km klassisch: 48. Platz (32:27,9 min)
30 km klassisch: 43. Platz (1:50:00,3 h)

- Sumiko Yokoyama
10 km klassisch: 31. Platz (30:32,3 min)
10 km Verfolgung: 27. Platz (27:47,5 min)
15 km Freistil: 22. Platz (42:16,2 min)
30 km klassisch: 21. Platz (1:39:48,8 h)
4 × 5 km Staffel: 10. Platz (51:35,7 min)

### Skeleton
Männer
- Masaru Inada
18. Platz (1:43,98 min)

- Kazuhiro Koshi
8. Platz (1:43,02 min)

Frauen
- Eiko Nakayama
12. Platz (1:48,72 min)

### Skispringen
- Masahiko Harada
Normalschanze: 20. Platz (232,0)
Großschanze: 20. Platz (222,8)
Mannschaft: 5. Platz (926,0)

- Kazuyoshi Funaki
Normalschanze: 9. Platz (243,0)
Großschanze: 7. Platz (245,5)
Mannschaft: 5. Platz (926,0)

- Noriaki Kasai
Normalschanze: 49. Platz (nicht für den 2. Finalsprung qualifiziert)
Großschanze: 41. Platz (nicht für den 2. Finalsprung qualifiziert)

- Hideharu Miyahira
Großschanze: 24. Platz (215,4)
Mannschaft: 5. Platz (926,0)

- Hiroki Yamada
Normalschanze: 33. Platz (nicht für den 2. Finalsprung qualifiziert)
Mannschaft: 5. Platz (926,0)

### Snowboard
Männer
- Kentarō Miyawaki
Halfpipe: 23. Platz (nicht für das Finale qualifiziert)

- Daisuke Murakami
Halfpipe: 13. Platz (nicht für das Finale qualifiziert)

- Takaharu Nakai
Halfpipe: 5. Platz (40,7)

Frauen
- Ran Iida
Parallel-Riesenslalom: 16. Platz (im Finale disqualifiziert)

- Tomoka Takeuchi
Parallel-Riesenslalom: 22. Platz (nicht für das Finale qualifiziert)

- Michiyo Hashimoto
Halfpipe: 12. Platz (26,6)

- Yoko Miyake
Halfpipe: 8. Platz (33,7)

- Nagako Mori
Halfpipe: 16. Platz (nicht für das Finale qualifiziert)

- Yuri Yoshikawa
Halfpipe: 14. Platz (nicht für das Finale qualifiziert)